# Songling-Gebirge
Das Songling-Gebirge bzw. Songling oder Song Ling (chinesisch 松嶺 / 松岭, Pinyin Sōng Líng, englisch Songling Mountains) mit der deutschen Bedeutung „kiefernbestandener Höhenrücken“ ist ein Gebirge im Süden der Stadt Chaoyang im Südwesten der chinesischen Provinz Liaoning. Es liegt an der Südost-Seite des Flusses Daling He und verläuft von Nordost nach Südwest. Sein Hauptgipfel ist der Louzi Shan (1091 m) im Westen des Autonomen Kreises Harqin Linker Flügel der Mongolen. Die prähistorische Vogelgattung Songlingornis ist nach ihm benannt.